# ليزا جاكلين كابلان
ليزا جاكلين كابلان (بالإنجليزية: Liza Jacqueline)‏ هي ممثلة أمريكية، ولدت في 20 فبراير 1982 في سيلفر سبرينغ في الولايات المتحدة.

## أعمال

### مسلسلات
- سلاحف النينجا

## وصلات خارجية
- ليزا جاكلين كابلان على موقع IMDb (الإنجليزية)
- ليزا جاكلين كابلان على موقع قاعدة بيانات الفيلم (الإنجليزية)